# Route nationale 753
La route nationale 753 ou RN 753 était une route nationale française reliant Cholet à Saint-Jean-de-Monts. À la suite de la réforme de 1972, elle a été déclassée en RD 753.

## Ancien tracé de Cholet à Saint-Jean-de-Monts (D 753)
- Cholet
- La Séguinière
- La Romagne
- Tiffauges
- Treize-Septiers
- Montaigu
- Vieillevigne
- Rocheservière
- Legé
- Falleron
- Froidfond
- Challans
- Le Perrier
- Saint-Jean-de-Monts